# Ida Gerhardt
Ida Gardina Margaretha Gerhardt (Gorinchem, 11 de maig de 1905 – Warnsveld, 15 d'agost de 1997) va ser una poeta i filòloga clàssica dels Països Baixos. També va traduir literatura llatina i hebreua, coma ara el Llibre dels Salms. En la seva poesia va revalorar les tradicions poètiques d'abans de la guerra.
La traducció dels Salms, una de les seves obres majors va ser inclosa de 1975 a 1995 dins de l'edició de la bíblia anomenada Willibrordvertaling, l'edició oficial per a catòlics en neerlandès. Tot i això, aquesta versió va ser sacrificada a l'edició nova de 1995 al qual els redactors van optar per una llengua més col·loquial i menys literària.

## Biografia

### Joventut
Els pares d'Ida Gerhardt van ser Grietje Blankevoort (1873) i Dirk Reinier Gerhardt (1871) que es van casar el 1898. Van tenir quatre fills: Truus (1899-1960), Everardus (1901) que va viure només un dia, Ida i Mia (1918-1988). La família es va mudar el 1904 d'Alkmaar a Gorinchem després que el pare havia trobat treball com a director d'una escola tècnica. Les germanes estaven ansioses per aprendre. Això no agradava a sa mare, amb qui Ida tenia una relació dolenta.
El 1916, va freqüentar, també contra els desitjos de la seva mare, l'institut d'educació secundària Erasmiaans Gymnasium, on va rebre classes del poeta J.H. Leopold, de qui va rebre l'amor per a la literatura clàssica, i també per a la filosofia i la poesia. Era el mateix Leopold que va despertar en Marie van der Zeyde, que més tard va esdevenir la millor amiga de Gerhardt, l'amor per a la literatura clàssica, la filosofia i la poesia.

### Estudis
Després de reussir el 1924 el seu examen final al Gymnasium, va estudiar llengües clàssiques a la Universitat de Leiden. La seva mare es va amalaltir i va haver de ser ingressada dins una clínica psiquiàtrica. Sobre aquest esdeveniment decisiu Gerhardt escriurà més tard el poema «De Mantel» (L'abric). Poc després va ser expulsada de la casa familiar. Va anar cap a la Universitat d'Utrecht sense rebre cap recolzada financera de la família. Un punt positiu va ser que s'hi va trobar amb Marie van der Zeyde, que hi estudiava literatura neerlandesa. Van der Zeyde va ser la primera persona a qui Gerhardt va deixar llegir els seus debuts.
El 1933, Gerhardt va reeixir la llicenciatura (equivalent del màster actual), però no hi havia cap feina durant la Gran Depressió. Va romandre a l'atur i vivia en circumstàncies de pobresa. El 1934, va ser novament admesa a ca els seus pares. El mateix any, la seva mare va morir. El 1935, va començar a escriure poemes per debó. La seva germana Truus Gerhardt havia esdevingut també escriptora i va publicar aleshores la seva primera col·lecció: De engel met de zonnewijzer (L'àngel amb lo rellotge de sol). Un any després, va aparèixer el primer poema de Gerhardt Kinderspel (joc de nins) al diari Tijd en Taak (Temps i Tasca), per al que Marie van der Zeyde també treballava. Finalment, va trobar feina a l'ESO Stedelijk Gymnasium de Groningen.
Després d'una crítica negativa per Marie van der Zeyde de la segona col·lecció de Truus, Laagland (Terres Baixes) (1937), Ida i Truus es van distanciar una de l'altra. Mentrestant va traduir el poema didàctic llatí De Rerum Natura de Lucreci, que va ser el tema de la seva tesi doctoral el 1942.
El 1940, Gerhardt va trobar ocupació al liceu municipal de Kampen, on es va comprometre molt. Aquí també va desenvolupar el seu amor per al paisatge ric en aigua, un tema freqüent als seus poemes tardans.

### Poetessa i mestressa
El primer llibre d'Ida Gerhardt, el recull Kosmos va publicar-se el 9 del maig de 1940, un dia abans de l'inici de la Segona Guerra Mundial. L'ocupació va inspirar un dels seus més famosos poemes, «Het Carillon» (El carilló), que el 1945 va aparèixer al recull Het Veerhuis (La casa del transbordador) guardonat amb el premi Lucy B. & C.W. van der Hoogtprijs, ben rebut pel públic, excepte per la família. Durant l'època de Kampen va escriure tres reculls de poesia més i va traduir les Geòrgiques de Virgili.
El 1951 va ser convidada d'aplicar la seva mètode d'ensenyar, que havia desenvolupat a Kampen, a l'escola Werkplaats Kindergemeenschap del pedàgog Kees Boeke a Bilthoven. Allà va dirigir un departament de l'institut d'ensenyament superior. El 1955 es va publicar el recull Het Levend Monogram (El Monogram Viu), que descriu la relació tensa de la jove Ida amb els pares.
| «                                                 | (neerlandès) Ik – vriend van stilte, dier en plant, schreef naar zijn wil, met grijze haren, de gruwelen van mijn kinderjaren op deze doortocht naar zijn land… | (català) Jo - amiga del silenci, animal i planta, vaig escriure segons la seva voluntat, amb cabells grisos, els horrors de la meva infància en aquest passatge cap al seu país… | » |
| — Ida Gerhardt, Het Levend Monogram 1953 (extret) | | |   |

### Traduccions dels Salms
Ida Gerhardt va marxar el 1956 cap a Bilthoven per viure amb la seva amiga Marie van der Zeyde. La mort de la seva germana, Truus, el 1960 li va inspirar els poemes del recull De Hovenier (El Jardiner) (1961). Quan la seva salut va començar a declinar, va jubilar-se amb antelació el 1963. No obstant això, va trobar una nova vocació: una la traducció dels Salms directament del Bíblia hebraïca al neerlandès. Havia après hebreu el 1964, amb estudis bé succeïts i cum laude, i va treballar amb Marie en una nova traducció. Per trobar pau Ida i Marie van estar-se llargues temporades a Irlanda, on van començar el 1966 el seu projecte. Marie no volia permanentment establir-se a Irlanda, i per això les amigues es van establir finalment a un lloc tranquil, a Eefde. La traducció dels Salms va ser publicada el 1972.
Aquesta traducció va ser utilitzada per sis musics dels Benedictins, de les germanes Benedictines i dels Cistercienses, que, units dins el Grup de treball intermonasterial per a la liturgia, cercaven una traducció dels salms per una composició musical que pogués ser digna successora dels textos en llatí. Aquestes noves traduccions en totes les maneres gregues van ser publicades com Llibre de Salms per la Katholieke Bijbelstichting el 1975. Tots els 150 salms són cantats durant les litúrgia de les hores a abadies neerlandeses.

### Notorietat

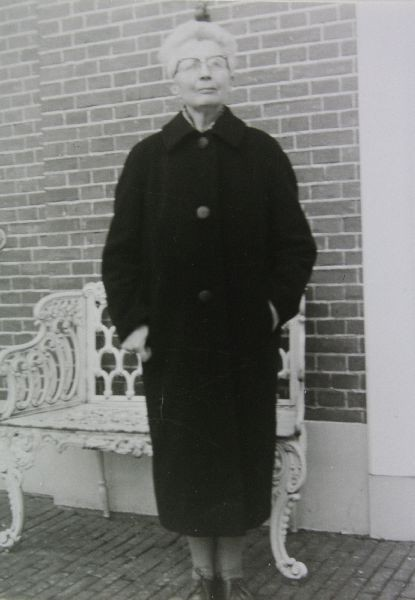
Gerhardt a Almen

Als anys setanta i vuitanta Ida Gerhardt va ser cada vegada més coneguda com a autora, en part a causa dels comentaris favorables de l'escriptor Kees Fens i d'altres. Ja a la dècada de seixanta el seu poema De Akelei (corniol), va ser part d'antologies per a l'escola secundària. Dins les col·leccions de poesia clàssica de l'editor Johan Polak els reculls de Gerhardt van ser regularment reimpreses. El 1980, es va publicar la primera compilació poetica (Verzamelde gedichten) i es va continuar reimprimint amb un nova edició (la 13a) el 2014.
Al 1988, va col·laborar en la pel·lícula De Wording (L'esdevenir) de Cherry Duyns, un regal a la reina Beatriu I pel seu 50 aniversari. El 2005, el músic eclesiàstic William Bird va compondre música per dos dels seus poemes: «Zevenmaal om de aarde te gaan» (Set vegades fer la volta de la terra) i «Het andere land» (L'altre país).
Mieke Koenen, filòloga clàssica i catedràtica de llatí va publicar a l'inici de 2014 una biografia detallada sobre Ida Gerhardt, guardonada el juny de 2015 amb el premi Oikos. Koenen explica a partir de nous arxius descoberts, registres, cartes, conferències i poemes inèdits connexions entre l'obra literària de Gerhardt i la seva vida.

### Fi
A la fi dels anys vuitanta, va començar sofrir d'atacs de paranóia i va retrocedir mentalment. Va morir el 1997, a una residència. Marie van der Zeyde ja havia mort el 1990.

## Significat del seu treball
Ida Gerhardt descriu en poderosos termes un gran nombre de temes, com ara les tensions d'una infància infeliç, la hipocresia, i l'ocàs del paisatge neerlandès. També l'ús de figures estilístiques prestades dels poetes i escriptors clàssics. Era una dona religiosa, com s'evidenciava pel seu treball, però tot d'una crítica de la ment estreta dels ambients calvinistes. Gerhardt es va mantenir fidel a un estil tradicional, que, no obstant això, va aconseguir controlar i actualitzar.

## Reconeixement públic
- 1945 · Lucy B. en C.W. van der Hoogtprijs per Het veerhuis
- 1956 · Poëzieprijs van de gemeente Amsterdam per Het levend monogram
- 1962 · Poëzieprijs van de gemeente Amsterdam per De hovenier
- 1967 · Marianne Philips-prijs per tota la seva obra
- 1968 · Martinus Nijhoffprijs per la seva traducció del llatí de la Georgica de Virgili
- 1970 · Culturele prijs van de gemeente Arnhem per tota la seva obra
- 1971 · Poëzieprijs van de gemeente Amsterdam per De ravenveer
- 1979 · Prijs voor Meesterschap per tota la seva obra
- 1979 · Premi P.C. Hooft per tota la seva obra

- Al municipi de Zutphen al barri de Leesten una circumval·lació porta el seu nom, Ida Gerhardtsingel. A l'ocasió de la inauguració Gerhardt hi va plantar un arbre al terra d'alló que solia dir-se Warnsveld, on va viure i morir.
- El 1998 l'ajuntament de Zutphen va instaurar el premi biennal de poesia Ida Gerhardt Poëzieprijs
- Per la seva contribució a la fama de la ciutat de Kampen es va col·locar una pedra memorial a la plaça Oude Raadhuisplein.

### Obra
- 1940 · Kosmos
- 1945 · Het veerhuis
- 1947 · Buiten schot
- 1948 · Bij de jaarwende
- 1949 · Kwatrijnen in opdracht
- 1951 · Sonnetten van een leraar
- 1955 · Het levend monogram
- 1956 · De argelozen
- 1961 · De hovenier
- 1966 · De slechtvalk
- 1970 · De ravenveer
- 1971 · Twee uur: de klokken antwoordden elkaar
- 1971 · Achter een woord verscholen (informe del jurat i discursos dins la presentació del Premi Cultural d'Arnhem)
- 1974 · Vijf vuurstenen
- 1978 · Vroege verzen
- 1979 · Het sterreschip
- 1980 · Nu ik hier iets zeggen mag (presentacions)
- 1980 · Verzamelde gedichten
- 1980 · Dolen en dromen
- 1983 · De zomen van het licht
- 1988 · De wording
- 1988 · De adelaarsvarens
- 1990 · Wijs de weg van de eeuwigheid mij (amb Marie van der Zeyde)
- 1996 · Hoefprent van Pegasus
- 1998 · Anamnèsis (notes per a un discurs)
- 1999 · Verzamelde gedichten (tres parts)
- 2001 · Zeven maal om de aarde et gaan
- 2001 · Brieven aan Céleste (amb Marie van der Zeyde)
- 2001 · Dolen en dromen (reedició amb enregistrament de so)
- 2005 · Courage!: brieven, florilegi de cartes escrites entre 1905 i1997[7]
- 2014 · Verzamelde gedichten[8]

### Traduccions
- 1942 · Lucreci: La naturalesa i les seves formes, llibre I i llibre V (De rerum natura, dissertació)
- 1946 .Lucreci: la naturalesa i les seves formes, llibre I i V (reimpressió de la segona part de la dissertació de graduació)
- 1949 · Virgili: La hisenda (Georgica)
- 1972 · Salms (del hebreu traduïts per Ida Gerhardt i Marie van der Zeyde)

## Literatura secundària
- Koenen, Mieke. Dwars tegen de keer. Leven en werk van Ida Gerhardt (en neerlandès).  Atheneaeum - Polak & van Gennep, septembre 2014, p. 600. ISBN 9789025303808. (biografia)
- Per un bibliografia secundària quasi completa i regularment actualitzada vegeu: «Secundaire literatuur over Ida Gerhardt in de dbnl».  Biblioteca digital de la literatura neerlandesa. [Consulta: 15 abril 2019].